# Efekt ślepej plamki
Efekt ślepej plamki to jeden z błędów poznawczych, tendencja do niezauważania skrzywień i błędów we własnym myśleniu, przy jednoczesnym przypisywaniu ich innym. 
Nazwa pochodzi od części siatkówki oka, która pozbawiona jest fotoreceptorów. Brak fotoreceptorów powoduje luki w polu widzenia. Podobnie w myśleniu, występują luki.
Nazwa efektu została zaproponowana przez Emily Pronin w 2002 roku. Według niej ludzie mają tendencję do twierdzenia, że są obiektywni i bezstronni, jednocześnie uważając innych za nieobiektywnych i stronniczych.

## Eksperymenty i badania
Wyniki badania opublikowanego w czasopiśmie Management Science pokazują, że efekt ślepej plamki jest powszechny. Tylko 1 osoba z 661 uczestników badania stwierdziła, że jest bardziej stronnicza od przeciętnego człowieka.
Badacze z Carnegie Mellon University przeprowadzili serię eksperymentów, pytając lekarzy o wpływ przyjęcia podarunku od firmy farmaceutycznej na ich decyzje dotyczące przepisywania leków. Choć większość lekarzy twierdziła, że nie jest podatna na takie wpływy, badania te sugerują, że istnieje tendencja do ślepej plamki, czyli ignorowania własnej podatności na wpływy zewnętrzne.
Efekt ślepej plamki nie jest związany z ilorazem inteligencji, poczuciem własnej wartości, samodoskonaleniem i autoprezentacją. Określa on jak dokładnie mierzymy nasze własne umiejętności. Badania wykazały, że kiedy ludzie oceniają swoje własne umiejętności w porównaniu z innymi, zwykle myślą, że są lepsi od przeciętnych w wykonywaniu łatwych czynności (np. używania myszy komputerowej), ale gorsi od przeciętnych w przypadku trudniejszych czynności (np. żonglerka).
Scopelliti i współpracownicy z Boston University, Carnegie Mellon University i University of Colorado wykazali, że im większe uprzedzenia mają ludzie ze „ślepym punktem”, tym mniej dokładni są w ocenie własnych umiejętności w porównaniu z innymi. Po drugie, ślepy punkt uprzedzeń wpływa na prawdopodobieństwo, że przyjmiemy poradę. Uczestnicy badania z większym błędem poznawczym częściej ignorowali porady i znacznie rzadziej zmieniali swoje własne oceny w oparciu o uwagi innych.